# تفجيرات القاهرة 1948
تفجيرات القاهرة 1948 هي سلسة تفجيرات وقعت بين حزيران/يونيو وأيلول/سبتمبر من عام 1948. استهدفت التفجيرات المناطق اليهودية في العاصمة المصرية القاهرة وقد نجمَ عنها مقتل 70 يهودي وجُرح ما يقرب من 200.
في اجتماع مع اللجنة اليهودية الأمريكية في نيويورك في تشرين الأول/أكتوبر 1948 ذكر رئيس الطائفة اليهودية في القاهرة سالفاتور كيكيريل «أنّ العمليات الأخيرة التي استهدفت اليهود في مصر تفسيرها الوحيد هو الهزائم المتوالية للجيش المصري أم الجيش الإسرائيلي.»

## التفجيرات
تمّ زرع القنبلة الأولى يوم 20 يونيو 1948 في حارة لليهود في وسط القاهرة. نجمَ عن انفجارها مقتل 22 يهودي وإصابة 41 آخرين بجروح مُتفاوتة الخطورة. وقعَ التفجير خلال هدنة التي جرت بين إسرائيل من جهة وبين الدول العربية من جهة ثانية في حرب 1948. ألقت السلطات في البداية باللوم على الألعاب النارية التي تمّ تخزينها في بيوت اليهود من أجل القتال بين القريميين واليهوديين الربانيين.
بعد أربعة أسابيع من الحادث الأول وبالتحديد يوم 15 يوليو؛ قامت ثلاث طائرات من طراز بوينغ بي-17 القلعة الطائرة من سرب 69 التابع لسلاح الجو الإسرائيلي بقصف حي سكني في القاهرة خلال موائد الإفطار في شهر رمضان مما تسبب في مقتل العديد من المدنيين وتدمير الكثير من المنازل. جرت مظاهرة «عفوية» في آذار/مارس ووصل المتظاهرون حدّ الحي اليهود في أعقاب الهجمات الإسرائيلية. بعد يومين من ذلك؛ أعلنت السلطات المصرية عن حدوث قصف إسرائيلي ثاني على القاهرة ثم تبيّن في وقت لاحق عدم صحة هذا الخبر. انفجرت عدة قنابل يوم 19 تموز/يوليو في عددٍ من المتاجر اليهودية ثم تواصلت سلسلة الانفجارات في 28 تموز/يوليو وفي 1 تعرضت متاجر أخرى للقصف من مصدر مجهول. في 22 سبتمبر/أيلول وبعد خمسة أيام من اغتيال وسيط الأمم المتحدة فولك برنادوت في القدس؛ قُتل 19 يهودي وجُرح 62 آخرين في انفجار في الحي اليهودي في القاهرة. في 12 تشرين الثاني وبعد وقت قصير من هزيمة الجيش المصري في عملية شموني؛ دمّرت قنبلة مقر شركة الشرقية للإعلامات وخلّفت عددًا غير معلوم من الجرحى أو حتّى القتلى.

## ما بعد الحادث
كانت استجابة الحكومة صامتة إلى حد ما وذلك بسبب تنامي نفوذ وقوة الإخوان المسلمين في مصر. في تشرين الثاني/نوفمبر 1948 وبعد عدة تفجيرات ومحاولات اغتيال قبضت الحكومة المصرية على 32 من قادة الإخوان التي كانت محظورة في تلك الفترة. حينها كانت تُشير التقديرات إلى أن لجماعة الإخوان أزيد من 2000 فرع في كامل التراب المصري هذا ناهيك عن 500,000 عضو. في 8 ديسمبر من عام 1948؛ حاول رئيس الوزراء محمود فهمي النقراشي تجميد أصول الإخوان وحظر نشاطاتهم. ازدادت الأوضاع توترا بين الحكومة والجماعة الإسلامية وذلك عقب اغتيال عددٍ من الوزراء ثم تلا ذلك اغتيال حسن البنا أحد أبرز قادة الإخوان مما دفع ببعض المُحللين إلى التأكيد على أن كل هذه العمليات هي مجرد «انتقام وردود فعل» بين الطرفين. بشكل عام تمّ عام 1950 مُحاكمة أعضاء المجموعة المسؤولة عن جميع التفجيرات ضد اليهود في القاهرة من حزيران/يونيو إلى تشرين الثاني/نوفمبر 1948. ادّعت النيابة كذلك أن التفجيرات كانت جزءا من إستراتيجية ترمي إلى استغلال قضية فلسطين من أجل زعزعة وتقويض النظام.